# 1983 a légi közlekedésben
Ez a lista az 1983-as év légi közlekedéssel kapcsolatos eseményeit tartalmazza.

## Események

### Június
- június 2. - Az Air Canada 797-es Dallasból Torontóba közlekedő járata kigyulladt. A gép Cincinnati-ben sikeresen leszállt, de a futópályán a tűz elharapódzott. A fedélzeten tartózkodó 46 emberből 23-an életüket vesztették, és további 16-an sérültek meg.[1]

### Július
- július 23. – Az Air Canada 143-as járata útban Edmonton felé kifogyott az üzemanyagból. A pilóták sikeres kényszerleszállást hajtottak végre Gimliben, egy volt kanadai légitámaszponton, a balesetnek nem voltak halálos áldozatai.

### Augusztus
- augusztus 30. – Dolán-hegy. Az Aeroflot légitársaság Cseljabinszkból Alma Atába tartó Tupolev Tu-134A típusú, CCCP-65129 lajstromjelű repülőgépe a leszállás közben a Dolán-hegy nyugati lejtőjébe csapódott. A fedélzeten utazó 84 utas és 6 fő személyzet tagjai közül senki sem élte túl a katasztrófát.[2]

### Szeptember
- szeptember 1. – A Szovjet Honi Légvédelem (PVO) Szu–15TM típusú elfogóvadász repülőgépe lelőtte a Korean Air 007-es járatát, egy Boeing 747 típusú utasszállítógépet.

### December
- december 18. – A Malaysian Airline System légitársaság 684-es számú járata, egy Airbus A300B4-120 típusú utasszállító repülőgép (lajstromjele: OY-KAA) pilótahiba és rossz időjárási körülmények miatt leszállás közben túlfutott a leszállópályán Kuala Lumpur-ban. A balesetet a 240 utas és 7 fős személyzet mindegyik tagja túlélte.[3]

## Első felszállások
- november 11. – CASA/IPTN CN–235[4]